# Tasmanoonops elongatus
Tasmanoonops elongatus là một loài nhện trong họ Orsolobidae.
Loài này thuộc chi Tasmanoonops. Tasmanoonops elongatus được Raymond Robert Forster & Norman I. Platnick miêu tả năm 1985.